# 羹

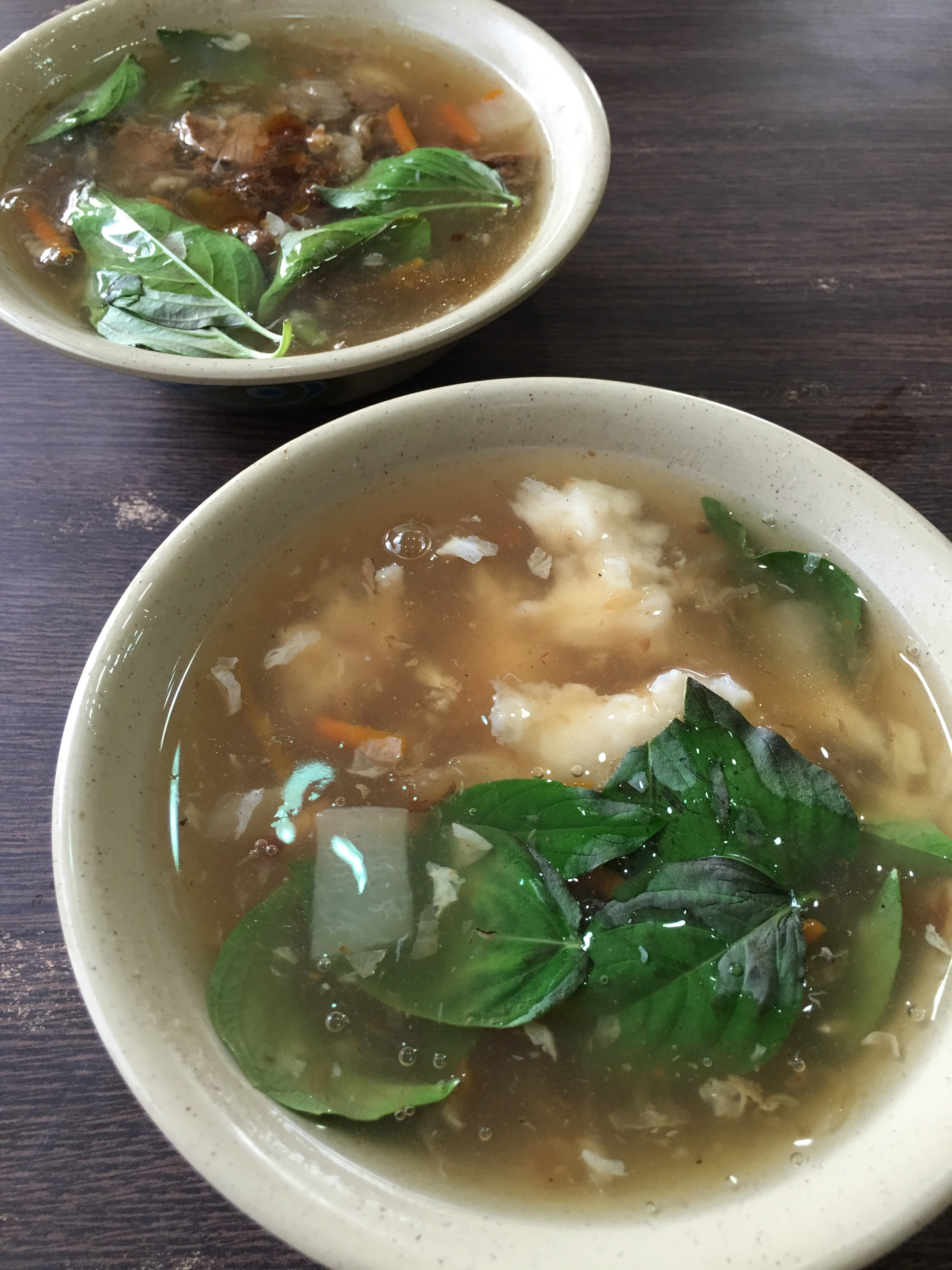
花枝羹（コウイカの羹、台湾）

羹（ゴン、あつもの）は、中華料理におけるスープの一種。片栗粉などのデンプンでとろみを付けた熱いスープである。
肉や野菜を入れて煮込んだ熱い汁もの料理であるが、具とスープが一体に感じられるような「とろみ」があることが最大の特徴となる。調理技法としては、食材を小さく切り揃えて、必要に応じて下処理を施し、スープを加えて調味して、加熱した後にとろみをつけて仕上げるものとなる。
料理名としては、食材名のあとに「羹」を付けることが一般的である。
- 魚翅羹（中国語版） - フカヒレのあんかけスープ
- 宋嫂魚羹（中国語版） - 南宋風スズキのあんかけスープ
- 蛇羹 - 蛇スープ

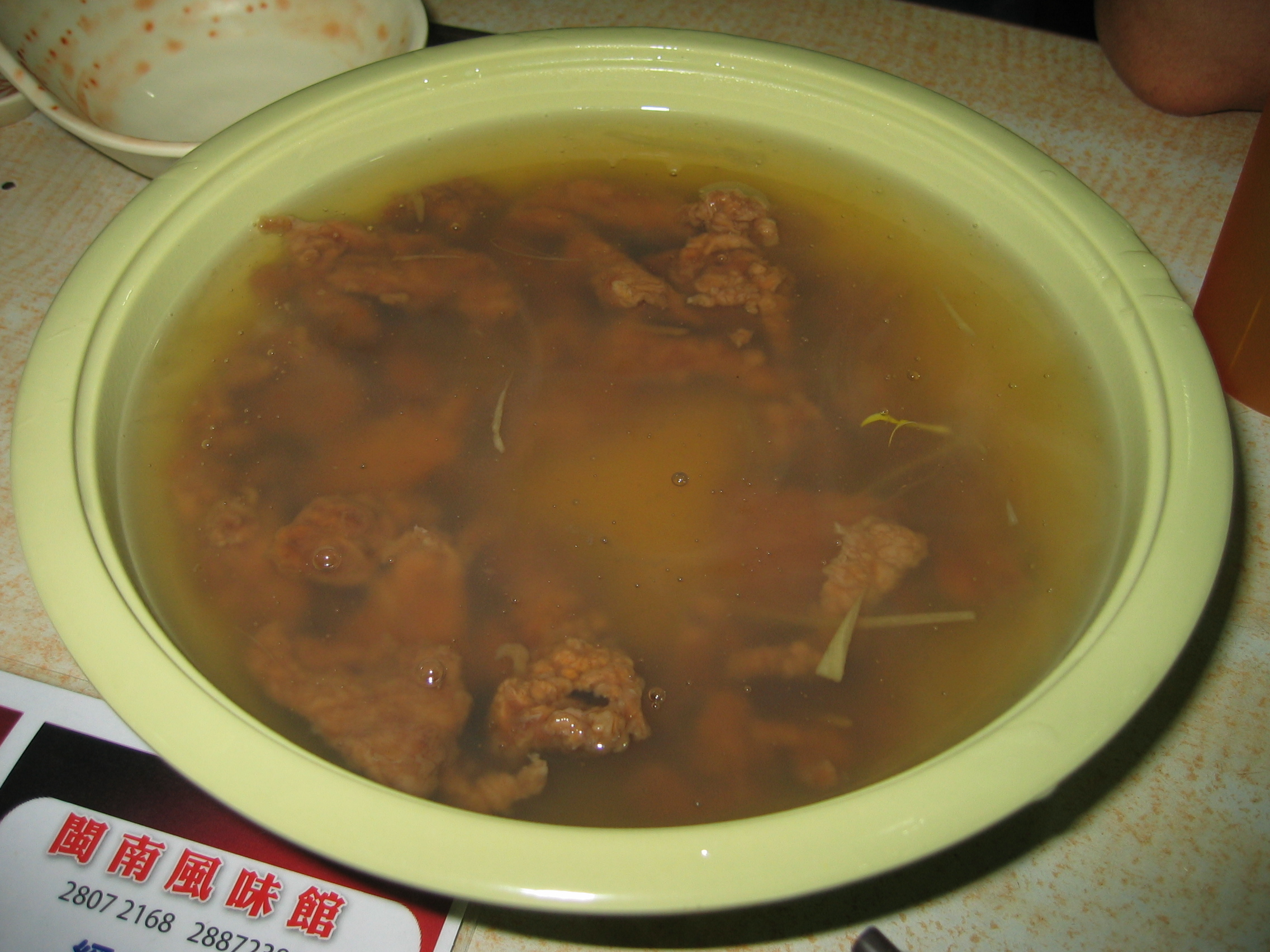
薄切り牛肉の羹（福建料理）
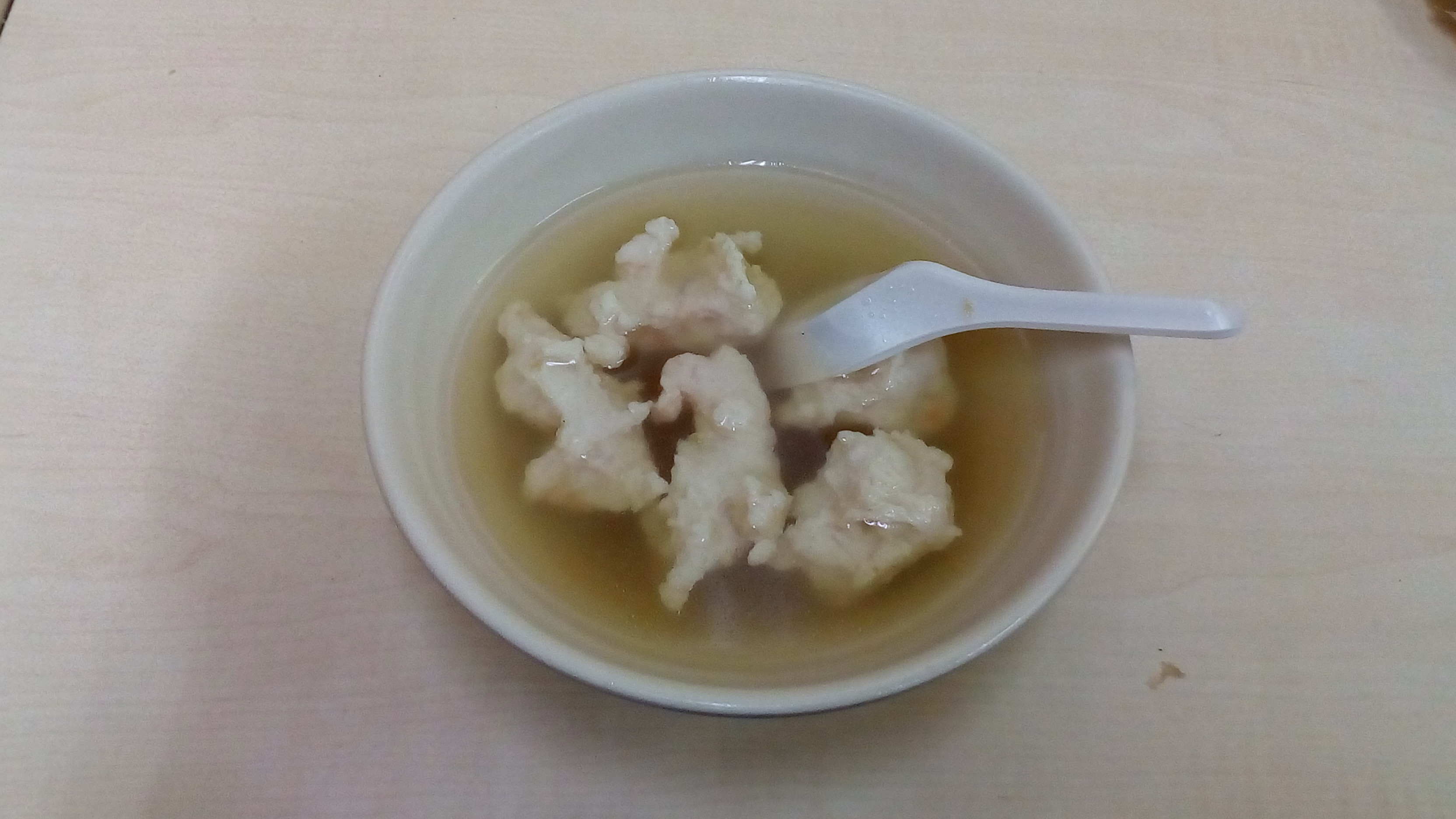
蝦仁羹（中国語版）（エビ）
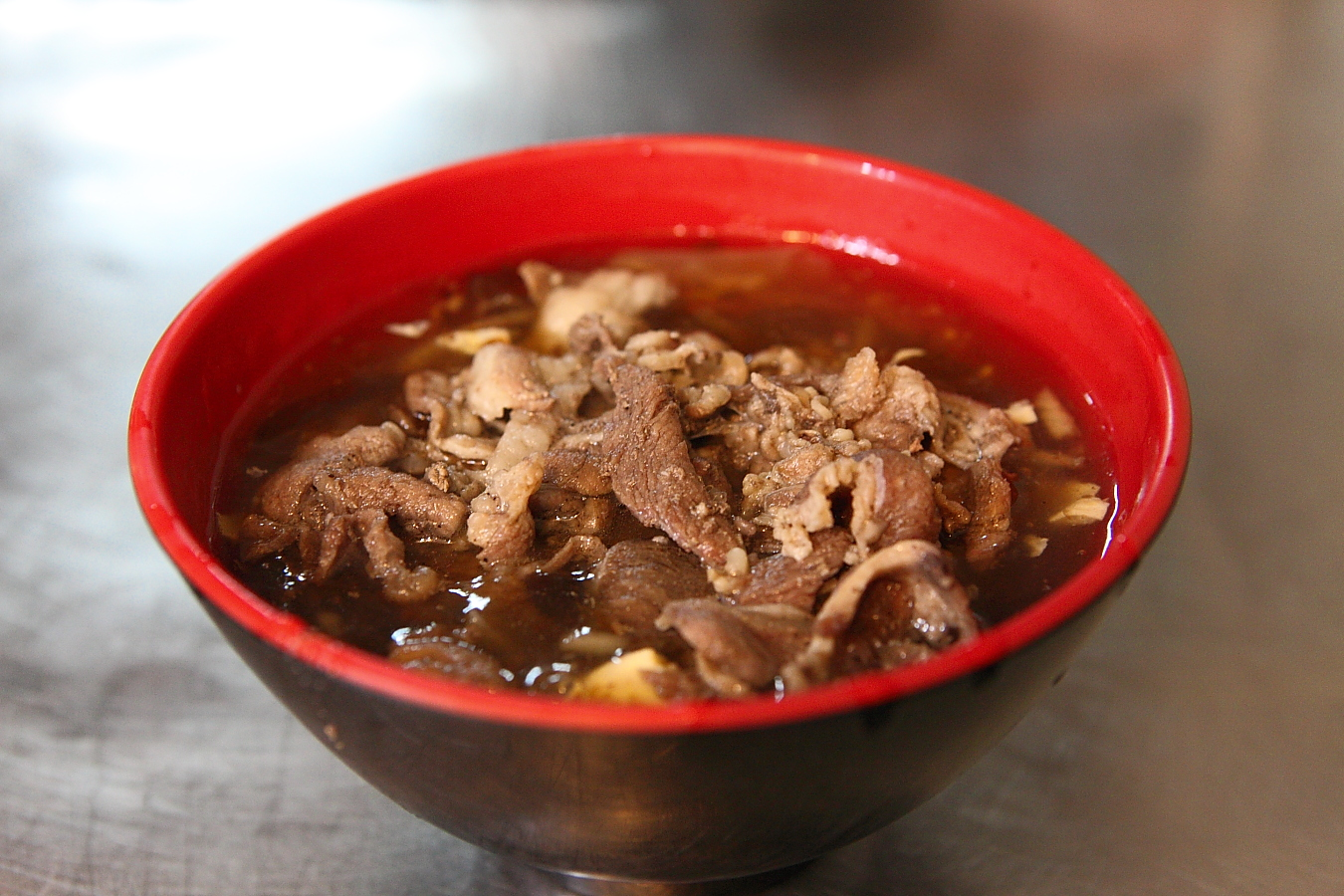
羊肉羹（中国語版）（羊肉）